# La Vall d'Uixó
|  | Aquest article tracta sobre el municipi valencià. Vegeu-ne altres significats a «Vall d'Uixó (desambiguació)». |

La Vall d'Uixó, popularment coneguda com a la Vall, és un municipi del País Valencià localitzat a la comarca de la Plana Baixa, ubicada als estreps de la Serra d'Espadà. Com el seu nom indica, la població està situada a la vall del riu Uixó, actualment anomenat Belcaire. Té 31.549 habitants, de manera que és la quarta ciutat més gran de la província després de Castelló de la Plana, Vila-real i Borriana.

## Geografia
La Vall d'Uixó es troba al sud de la província de Castelló, a 25 km de Castelló de la Plana i a 45 km de València. Dista 8 quilòmetres de la mar Mediterrània i està ubicada enmig d'una vall als estreps de la Serra d'Espadà i a 118 metres sobre el nivell del mar. A causa de la proximitat a la mar, s'hi donen unes condicions climàtiques típiques de costa, amb hiverns suaus i estius calorosos, la seua temperatura màxima històrica sobrepassa els 40 °C, mentre que les mínimes es situen en torn als -5 °C amb gelades ocasionals. La taxa pluviomètrica mitjana es de 509,51 mm, distribuïts de manera irregular els mesos de tardor i primavera, i amb la típica sequera estival mediterrània.
Al seu entorn destaquen els pics de la Penya Migdia (550 m), Rodeno (538 m), Font de Cabres (637 m), La Pitera (645 m), Penyalba (648 m), El Frontó (621 m), Sants de la Pedra (585 m).
El seu terme és de 67,10 km², és el 36é municipi mes gran de la província.

### Localitats limítrofes
La Vall d'Uixó està envoltada pels pobles d'Almenara, Artana, Alfondeguilla, la Llosa, Moncofa, Nules i Xilxes; i pel sud limita també amb Sagunt, ja en la província de València.

## Geologia

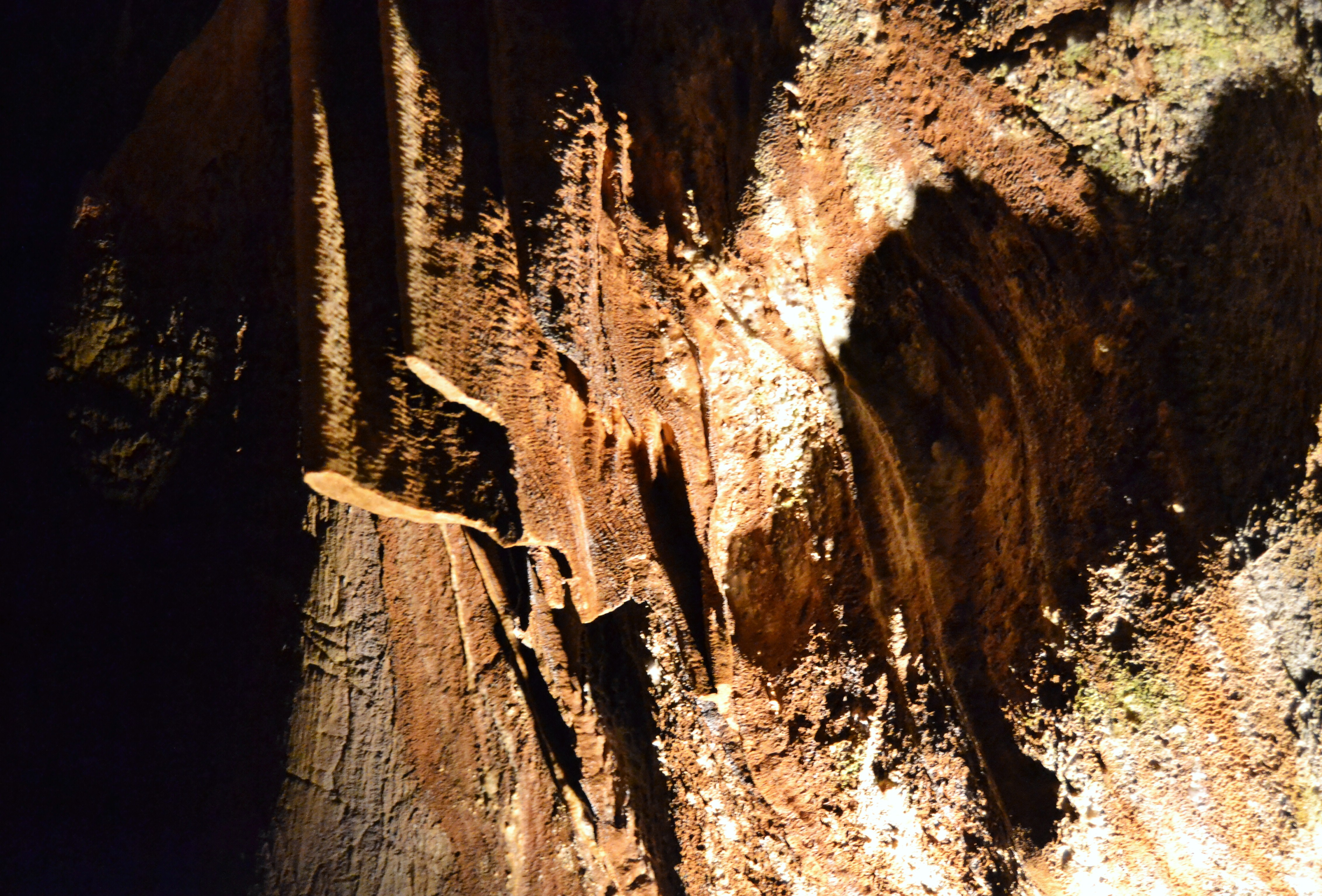
Estalactites a les Coves de Sant Josep

Hi destaquen les coves de Sant Josep, riu subterrani navegable, que s'ha convertit en una important atracció turística.
- Coves de Sant Josep. Situades al Paratge de la Font de Sant Josep, és un conjunt de coves que es van formar al triàsic, fa prop de 250 milions d'anys. Encara no es coneix l'origen del riu ni el final de la gruta, de la qual es coneixen 2.750 metres de recorregut. És el riu subterrani navegable més llarg d'Europa.[3]

## Història
El primer esment del terme Uixó apareix en textos àrabs, tot referint-s'hi com a Shûn. Les primeres mencions en català són en el Llibre dels fets amb el relat de la rendició dels sarraïns davant Jaume I d'Aragó el 1238 junt a la torre Forçada de Moncofa. Hi ha diverses teories a l'entorn de la provinença del terme, si bé l'origen àrab del topònim és el que compta amb més recolzament entre la comunitat científica, qui ha descartat totalment una arrel romanç.
L'actual territori de Vall d'Uixó ha estat ocupat des de temps prehistòrics per diferents grups humans, bàsicament al voltant de la font de Sant Josep. La cova de Sant Josep i altres coves del voltant en presenten els vestigis més antics. Els treballs arqueològics han revelat que foren ocupades por caçadors del Paleolític superior, d'acord amb la datació amb C-14, aproximadament 16.000 anys a. C., i també han tret a la llum la presència de pintures rupestres.
Durant l'edat de bronze van créixer poblats situats a les muntanyes, ben fortificats amb muralles i torres de vigilància. La ubicació estratègica els permetia controlar un vast territori i entrar a la serra d'Espadà. L'època ibera va suposar una expansió considerable de la població, com demostren les restes de la ciutat ibèrica de la punta d'Orlell i el poblat de Sant Josep.
Aquestes dues poblacions eren habitades durant el segle IV, al final de l'Imperi Romà. La punta d'Orlell ocupa una gran superfície i té quatre línies successives de muralles i torres. En sobreïx una acròpolis, les restes de la qual foren localitzades en almenys dos grans edificis públics construïts amb pedres quadrades enormes. El poblat de Sant Josep, a la part superior del tossal homònim, constitueix un exemple prototípic d'urbanisme iber. Al jaciment hi ha visibles una paret, dues torres, els carrers i les cases d'època ibera i romana.
Durant l'època romana, l'ocupació va evolucionar cap a l'agricultura. Fa uns anys es van trobar les restes d'una necròpolis d'inhumació, datada entre els segles VI i VII, pròxima a l'època visigoda. En total es van trobar les restes de 66 individus amb les seues ofrenes funeràries.
La conquesta àrab i l'establiment de noves poblacions no canviaren molt el tipus de vida. Al llarg d'aquest prolongat període s'ha pogut documentar l'existència d'una dotzena d'alqueries situades a banda i banda del riu Belcaire; sis d'aquestes caseries -l'Alcúdia, Seneja, Benigafull, Benissahat, Seneta i Benigasló- eren situades a l'actual emplaçament de la vila actual, mentre que la resta eren més allunyades o fins i tot, han originat altres entitats de població, com ara Alfondeguilla.
El rei Jaume I va conquerir la Vall d'Uixó durant la Quaresma de l'any 1238, i van quedar els llogarets, hortes i alqueries sota el control del castell d'Uixó. El 1250, la Vall va rebre la Carta Pobla. Des d'aquest moment, esdevingué un lloc important al si del Regne de València.
Durant la baixa edat mitjana, la Vall va formar part del domini reial, fins que el 1436 Alfons el Magnànim va concedir al seu germà Enric diversos llocs i viles, i singularment la Vall d'Uixó. Es va convertir en un lloc de senyoriu, situació juridicosocial en què va viure tota l'edat moderna, fins a l'abolició dels senyorius jurisdiccionals (1811-1823). El 1609 es produeix l'expulsió dels moriscos, i els llogarets de la Vall quedaren despoblats. Aleshores la població va ser substituïda per una altra, nova i íntegrament cristiana, originària principalment dels pobles del Maestrat valencià.
Durant la Guerra de Successió, la localitat es va mantindre lleial a Felip V, pel que va obtindre alguns privilegis. Durant les guerres carlines, el lloc va ser escenari d'enfrontaments bèl·lics.
Durant el segle xviii, la població de la Vall va créixer significativament. Els sis pobles, ara units entre si, van crear dos nuclis predecessors de l'actual urbs, el poble de Dalt i el poble de Baix. Al segle XIX ambdues localitats van edificar una plaça central on es localitza l'ajuntament fins a l'actualitat, tot simbolitzant la creació d'un sol nucli urbà.
La característica general en els inicis del segle XX serà la d'una crisi econòmica i social cronificada, la qual cosa produirà una emigració de les classes més desposseïdes, especialment cap a la ciutat de Barcelona. Lentament, amb el desenvolupament de les indústries Segarra, la població experimentarà un progressiu creixement que culminarà en les dècades centrals del segle, quan la població es desenvoluparà com mai ho havia fet, sempre al calor dels tres sectors d'activitat: l'industrial, com la dinàmica activitat de la fàbrica de calcer Segarra amb més de quatre mil treballadors; l'agrícola, amb la transformació de l'antic secà en fèrtil cultiu de cítrics i l'exportació massiva de taronja Satsuma als mercats europeus; i el turístic, amb l'explotació i desenvolupament de les coves de Sant Josep, que al final dels anys seixanta ja atreien més de dos-cents mil turistes a l'any.

## Demografia
La Vall restà pràcticament despoblada després de l'expulsió dels moriscos i no recuperà població fins al segle xviii (1.895 habitants en 1715). A partir d'eixa data mantingué un progressiu creixement fins a l'actualitat, molt major durant el franquisme a causa de la immigració: 5.400 habitants el 1974 i 29.095 el 1994.
| 1990   | 1992   | 1994   | 1996   | 1998   | 2000   | 2002   | 2004   | 2006   | 2008   | 2010   | 2012   | 2014   | 2016   | 2017   | 2018   | 2019   | 2020   | 2021   |
| ------ | ------ | ------ | ------ | ------ | ------ | ------ | ------ | ------ | ------ | ------ | ------ | ------ | ------ | ------ | ------ | ------ | ------ | ------ |
| 28.407 | 28.314 | 29.095 | 28.283 | 28.823 | 29.152 | 29.871 | 30.610 | 31.553 | 32.617 | 32.983 | 32.782 | 31.828 | 31.819 | 31.733 | 31.552 | 31.660 | 31.681 | 31.549 |

## Indústria
La indústria més important a inicis del segle XX és la del calcer, que a partir del 1920 potencià la família Segarra, Va ser en 1882 quan Silvestre Segarra Aragó crea una menuda i modesta fàbrica d'espardenyes amb només sis espardenyers. En 1912 es funda l'empresa Silvestre Segarra e Hijos y es va desenvolupar en el terreny comercial quan el seu fundador va veure el potencial de consum que tenia el exercit.
En 1929 s'instal·la una nova fàbrica al carrer Cova Santa para la producció de calcer de cuiro i en tres anys van multiplicar per deu la producció. Com a conseqüència de l'expansió i de la necessitat de mà d'obra, La Vall d'Uixó va acollir a milers de famílies vingudes de tot Espanya que trobaren en la Fàbrica Segarra un lloc on treballar i on poder formar la seua família. De fet, la Vall es va transformar amb la creació de nous barris com la Colònia Segarra, Carmadai o Grup La Unió, i el municipi va experimentar un important creixement demogràfic.
També es va construir un Economat, La Clínica per als obrers, una escola de aprenents, un complex esportiu, una central tèrmica de biogàs o la Rondalla Segarra.
Amb els anys va passar a dir-se Imepiel (Indústrias Mediterráneas de la Piel), tot i que va tancar definitivament en 1992. Actualment hi ha 6 polígons industrials a La Vall: Belcaire, La Mesquita, La Vernitxa, Imepiel, Carmadai i la Travessa.

## Himne
L'any 2011 la ciutat va celebrar el centèsim aniversari de la creació del seu himne a la plaça del Centre. La lletra és la següent:
| « | En un pla rodejat de muntanyes, una vila en la falda s'estén: és la Vall, nostra pàtria beneita, d'Espadà en la serra, al començ. Té per porta la mar llevantina, per defensa, l'abrupte murall, per riquesa, els fruits de la terra i per timbre, sa amor a les arts. Isquen notes d'un cant a la vila que s'aixequen del cor falaguer; des del mar fins al mont creuen l'àmbit i giren i juguen portades pel vent, confonent-se en total harmonia i fent un sol prec que l'espai infinit atravesse, anant fins a Déu. Visca Vall d'Uixó! S'oïsca tot arreu! Visca, visca tot arreu!" | » |

## Política i govern

### Composició de la Corporació Municipal
El Ple de l'Ajuntament està format per 21 regidors, per a obtindre un regidor s'ha d'arribar com a mínim al 5% dels vots.
1979-1983
A les primeres eleccions municipals, UCD va ser la llista més votada amb 9 regidors; no obstant el PCE amb 7 i el PSOE amb 5 van signar un pacte de Govern amb Pedro Navarro Lereu (PCE) al capdavant del consistori. El 9 d'octubre de 1979 va presentar la seva dimissió del càrrec d'alcalde i va ser succeït pel seu número 2 Vicente Zaragoza Michavila..
1983-1987
El PCE va millorar els seus resultats, passant de 7 a 9 escons, tant Aliança Popular com el PSOE van aconseguir 5 escons, Vicente Zaragoza Michavila va tornar a ser investit alcalde amb els suports del PSOE. D'altra banda UPV i CDS no van aconseguir representació.
1987-1991
Vicente Zaragoza Michavila va aconseguir ser alcalde per tercera vegada, en aquest cas al capdavant del PTE-UC, AP i el PSOE no van variar els seus resultats amb 5 regidors per a cadascun. La coalició IU-UPV i el CDS van aconseguir entrar al saló de plens amb 2 regidors cadascun.
1991-1995
A la quarta legislatura, el PSOE amb Ernesto Fenollosa al capdavant va guanyar les eleccions obtenint el millor resultat de la seva història amb 10 regidors a un de la majoria absoluta, és per això que va pactar amb IU amb 3 regidors. A l'oposició, el PP va aconseguir 7 i el CDS 1.
1995-1999
Ernesto Fenollosa va perdre les eleccions, sent superat per Vicent Aparici del PP, que va obtenir 9 escons davant dels 7 del PSOE, Izquierda Unida va mantenir els seus resultats i el PUT i UV van aconseguir entrar amb 1 representant respectivament. Aparici va pactar amb UV però van governar amb majoria simple.
1999-2003
El PP va tornar a guanyar en aquest cas amb majoria absoluta (11 regidors), per la qual cosa Vicente Aparici va tornar a ser investit alcalde, el PSOE es va mantenir amb 7, IU va baixar a 2 i UV amb 1.
2003-2007
El PP guanya les eleccions però perd la majoria absoluta amb 10 regidors i el PSOE amb 8 i IU amb 3 signen un pacte de govern, liderat pel socialista Josep Tur.
2007-2011
Els populars tornen a l'alcaldia de la mà d'Isabel Bonig, aconseguint ser la primera alcaldessa de la ciutat, obtenint 11 regidors sumant 1 regidor, regidor que va perdre IU. El PSOE es va mantenir amb 8.
2011-2015
Bonig torna a guanyar les eleccions revalidant la seva majoria absoluta amb 11 regidors, el cas és que al cap de 10 dies després de ser investida alcaldessa rep una trucada del president de la Generalitat Francisco Camps (que va dimitir uns dies més tard pel cas Gürtel) per formar part del seu govern al Consell de la Generalitat Valenciana, on se li assignava la Conselleria de Mediterrània i Medi Ambient. Com a conseqüència, va deixar el càrrec d'alcaldessa sent reemplaçada pel nou alcalde i número 2, Óscar Clavell López. Els socialistes van restar 1 regidor i IU en va sumar un altre, aconseguint-ne 7 i 3 respectivament.
2015-2019
Òscar Clavell torna a guanyar però passa de 11 a 8 regidors i no aconsegueix formar Govern, heu fa la socialista Tania Baños amb un Govern tripartit entre el PSOE amb 6 escons, Esquerra Unida amb 3 i Compromís amb 2, ja que Som la Vall, la marca de Podem a la localitat decidix no entrar en el Govern, Ciutadans entra amb 1 i UPiD no logra representació.
2019-2023
Tania Baños repeteix com alcaldessa, revalidant el Govern de 2015, el PSOE suma 3 aconseguint 9 regidors, Esquerra Unida es manté i Compromís perd un regidor dels 2 que va obtindre. En l'oposició Ciutadans aconsegueix 2 i VOX entra amb 1, a costa del PP que aconsegueix 5, el seu pitjor resultat de l'historia del municipi.
2023-2027

La socialista Tania Baños torna a ser investida alcaldessa per tercera legislatura consecutiva, en cas que governe durant tota aquesta legislatura, es convertirà en la persona que més temps ha estat al front del consistori superant a Vicent Zaragoza. Torna a formar un tercer govern tripartit, el PSOE amb 9, Compromís amb 2 i Unides Podem (Podem+IEU) amb un regidor. Ciutadans desapareix del espectre polític i el PP aconsegueix 8 sumant 3 regidors als que tenía, Vox es manté amb 1 i els partits locals de Yo La Vall i UCIN no aconsegueixen representació. En març de 2025 Podem trenca el acord amb Esquerra Unida y amb el tripartit degut a ''mesures privatitzadores impostes per l'equip de govern y l'opacitat en la gestió''.
| Eleccions municipals de 28 de maig de 2023 - la Vall d'Uixó |                                           |                                     |                                     |         |                              |          |
| Candidatura | Candidatura                               | Candidatura                         | Cap de llista                       | Vots    | Vots                         | Regidors |
| | Partit Socialista del País Valencià-PSOE  |                                     | Tania Baños Martos                  | 6.440   | 37,47% (+0,7%)               | 9 ()     |
| | Partit Popular                            |                                     | Herminio Serra Martínez             | 6.051   | 35,20% (+13,11%)             | 8 (+3)   |
| | Compromís per la Vall: Acord per Guanyar  |                                     | Fernando Darós Arnau                | 1488    | 8,66% (+1,77%)               | 2 (+1)   |
| | Esquerra Unida-Podem: Unides              |                                     | Marc Seguer Moya                    | 1.312   | 7,63% (-7,32%) (EUPV+PODEM)* | 1 (-2)   |
| | VOX                                       |                                     | Valentín López López                | 1.136   | 6,61% (-0,04)                | 1 ()     |
| | Yo la Vall                                |                                     | Ernest Fenollosa Ten                | 316     | 1,84% (+1,84%)               | 0 ()     |
| | Ciutadans - Partit de la Ciutadanía       |                                     | Ernesto Domenech Herrero            | 163     | 0,95% (-7,26%)               | 0 (-2)   |
| | Unión de Ciudadanos Independientes (UCIN) |                                     | Manuel Silvestre Sánchez            | 126     | 0,73% (+0,73%)               | 0 ()     |
| | Vots en blanc                             |                                     |                                     | 157     | 0,91%                        |          |
| Total vots vàlids i regidors | Total vots vàlids i regidors              | Total vots vàlids i regidors        | Total vots vàlids i regidors        | 17.032  | 100 %                        | 21       |
| | Vots nuls                                 | Vots nuls                           | Vots nuls                           | 216     | 1,24%                        |          |
| Participació (vots vàlids més nuls) | Participació (vots vàlids més nuls)       | Participació (vots vàlids més nuls) | Participació (vots vàlids més nuls) | 17.405  | 71,21**                      |          |
| Abstenció | Abstenció                                 | Abstenció                           | Abstenció                           | 7.036*  | 28,78%**                     |          |
| Total cens electoral | Total cens electoral                      | Total cens electoral                | Total cens electoral                | 24.441* | 100 %**                      |          |
| Alcaldessa: Tania Baños Martos (PSPV) (17/06/2023) Per majoria absoluta dels vots dels regidors (12 vots: 9 de PSPV, 2 de Compromís i 1 d'Esquerra Unida-Podem) |                                           |                                     |                                     |         |                              |          |
| Fonts: Ministeri de l'Interior. Junta Electoral de Zona de Castelló. Periòdic Ara. (* No són vots sinó electors. ** Percentatge respecte del cens electoral.)   |                                           |                                     |                                     |         |                              |          |

### Alcaldes
Des de 2015 l'alcaldessa de la Vall és Tania Baños Martos del PSPV-PSOE.
| Període                       | Alcalde o alcaldessa                           | Partit polític | Data de possessió     | Observacions        |
| ----------------------------- | ---------------------------------------------- | -------------- | --------------------- | ------------------- |
| 1979–1983                     | Pedro Navarro Lereu Vicente Zaragoza Michavila | PCE            | 19/04/1979 09/10/1979 | Dimissió --         |
| 1983–1987                     | Vicente Zaragoza Michavila                     | PCE-PCPV       | 28/05/1983            | --                  |
| 1987–1991                     | Vicente Zaragoza Michavila                     | PTE-UC         | 30/06/1987            | --                  |
| 1991–1995                     | Ernest Fenollosa Ten                           | PSPV-PSOE      | 15/06/1991            | --                  |
| 1995–1999                     | Vicent Aparici Moya                            | PP             | 17/06/1995            | --                  |
| 1999–2003                     | Vicent Aparici Moya                            | PP             | 03/07/1999            | --                  |
| 2003–2007                     | Josep Tur i Rubio                              | PSPV-PSOE      | 14/06/2003            | --                  |
| 2007–2011                     | Isabel Bonig Trigueros                         | PP             | 16/06/2007            | --                  |
| 2011–2015                     | Isabel Bonig Trigueros Óscar Clavell López     | PP             | 11/06/2011 02/07/2011 | incompatibilitat -- |
| 2015–2019                     | Tania Baños Martos                             | PSPV-PSOE      | 13/06/2015            | --                  |
| 2019-2023                     | Tania Baños Martos                             | PSPV-PSOE      | 15/06/2019            | --                  |
| Des de 2023                   | Tania Baños Martos                             | PSPV-PSOE      | 17/06/2023            | --                  |
| Fonts: Generalitat Valenciana |                                                |                |                       |                     |

## Monuments

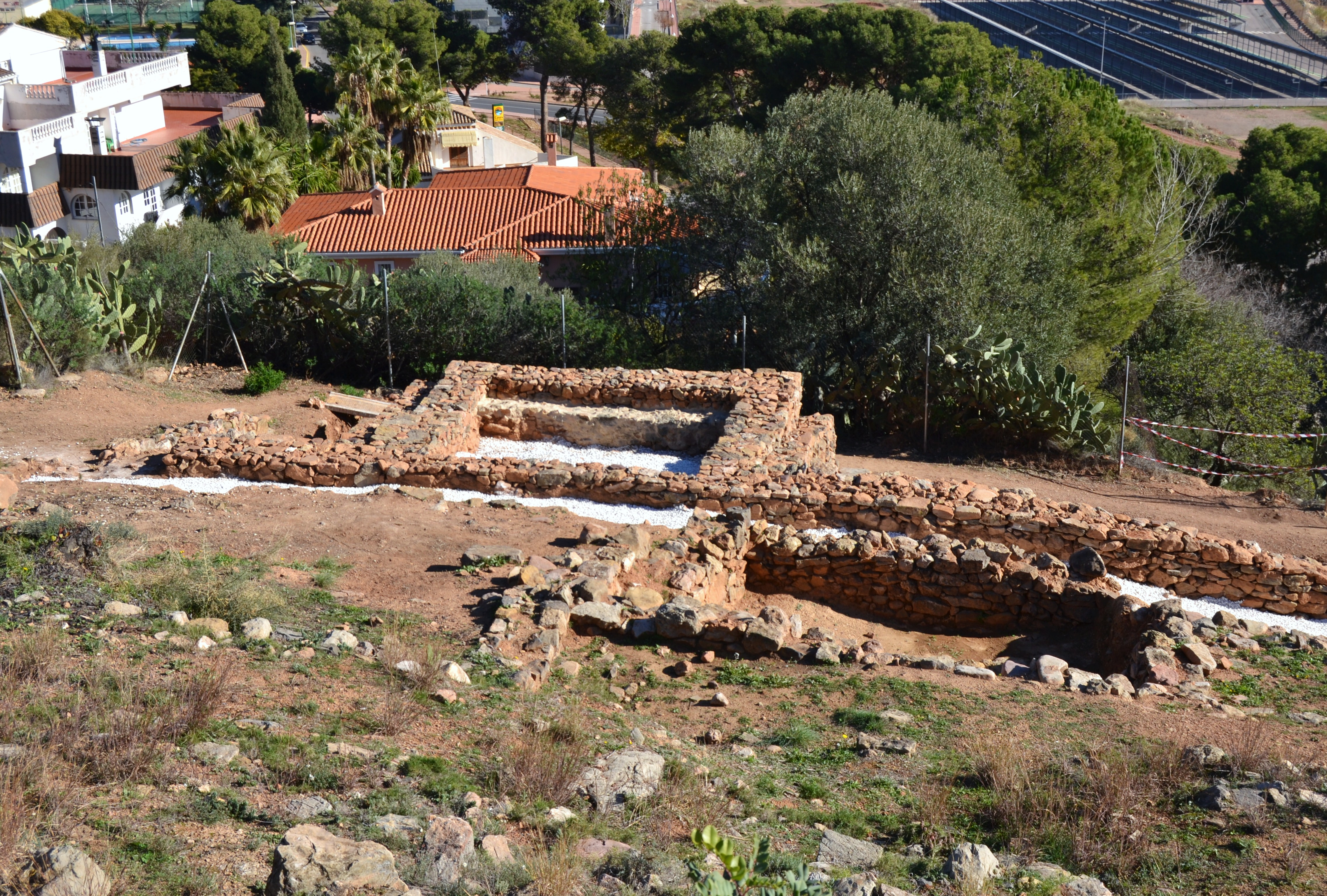
Poblat iberoromà de Sant Josep

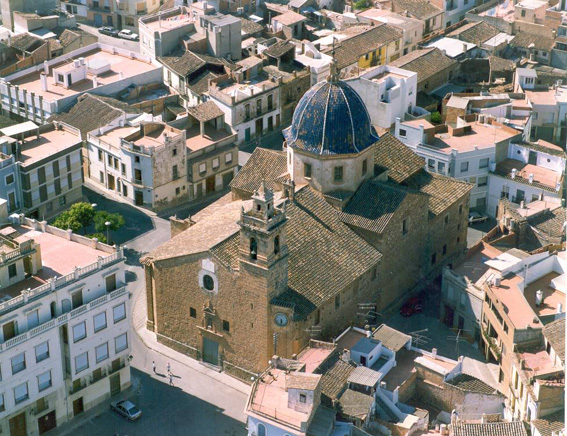
Església del Sant Àngel

S'hi conserva l'aqüeducte romà, a l'interior de l'urbs, reformat pels àrabs. També cal destacar-hi l'església arxiprestal de l'Assumpció -segle XVIII-, de grans proporcions, impressionant portalada barroca.

### Monuments civils
- Torre de Benissahat (carrer Nostra Senyora de l'Assumpció). És l'única torre existent en l'actualitat, en l'interior del nucli urbà. Va ser construïda en època medieval, segurament islàmica.
- Torre de la Casota. Torre de vigilància situada en el camí que porta al castell. Data del segle xii.
- Torre de la Torrassa. Torre de vigilància situada al costat de la carretera de la Vall d'Uixó a Vilavella, en la partida de la Torrassa. Fou una torre d'ús defensiu, d'origen musulmà.
- Torre del Palau Ducal. Està constituïda actualment per les restes que es van descobrir a la plaça Silvestre Segarra en unes excavacions arqueològiques. Queden en peus restes dels murs d'una torre i del seu aljub. Està datada al segle xiv i formava part de l'antic Palau del Duc de Sogorb i Medinaceli.
- Necròpolis hispanovisigòtica (barri de la Unió). És una necròpolis recentment excavada, on es van trobar vuit fosses amb les restes de 66 individus dels segles vi i vii.
- Ciutat Ibèrica de la Punta d'Orlell (a la partida la Punta). Són les restes d'una ciutat, la denominació antiga del qual no ha pogut ser identificada. Va ser excavada en part. Restes de dos grans edificis públics de pedra tallada i de quatre files de muralles pertanyents a diverses èpoques.
- Conjunt d'Aqüeductes de Sant Josep i l'Alcúdia (a la carretera de Sant Josep, al final del nucli urbà). L'aqüeducte de Sant Josep va ser construït en època romana i utilitzat fins a mitjan segle xx. Va patir diverses reparacions en època medieval. Es troba complet des del seu origen, en la Font de Sant Josep, encara que emmascarat en part per construccions modernes. Junt amb ell, un altre aqüeducte d'època medieval, forma un conjunt hídric que mou dos molins contigus.
- Poblat iberoromà de Sant Josep. Situat al paratge de Sant Josep, al "Turó de Sant Josep", està constituït per les restes d'una antiga ciutat emmurallada datada de l'edat de bronze que va ser abandonada cap als segles IV o V.

### Monuments religiosos
- Església del Sant Àngel Custodi a la plaça del Sant Àngel Custodi).
- Església de la Mare de Déu de l'Assumpció a la plaça de la Mare de Déu de l'Assumpció.
- Ermita del Sant Crist del Calvari, del segle xviii, situada en el barri del Carbonaire). Es tracta d'una ermita decorada amb taulellets de l'Alcora.
- Ermita de Sant Vicent Ferrer, del segle xvii, a la plaça Sant Vicent.[9] Construïda segurament sobre una antiga mesquita musulmana.
- Ermita de Sant Antoni, finals del segle xvii, en la partida de Sant Antoni. Anualment rep una romeria el dia de la festa del sant.
- Ermita de la Mare de Déu del Roser situada al barri del Roser, en la part central d'un dels nuclis històrics, és una de les ermites més antigues de la ciutat i ha sigut restaurada.
- Ermita de la Sagrada Família, del segle xviii (paratge de Sant Josep). Al seu costat hi havia un ermitori, hui convertit en un centre d'informació i exposicions.
- Palau de Vivel, construït cap al 1920 com a casa d'estiueig. Limita amb la séquia major i l'antic Hort de Soguers.

## Entitats
- Centre d'Estudis Vallers. És una entitat cultural que depén de l'Ajuntament. Publica la revista Aigualit.[10]

## Festes
Celebren les seues festes patronals en abril i en octubre. Les primeres l'any son las festes patronals de Sant Vicent Ferrer, on destaca una famosa fira agrícola, de maquinària i comercial que atrau a visitants de tota la província; les segones, que es realitzen en octubre, són les festes de la Sagrada Família i el Santíssim Crist, que també atrauen a molts turistes per la fira medieval i també por les seues nombroses processons. Ambdues festivitats han estat declarades festes d'interès turístic nacional i combinen la tradició taurina dels "bous al carrer" amb el sentiment religiós que va donar origen a las mateixes. També hi destaquen fins 20 festes de barri entre les que es troben.
A més, a l'igual que en València, també es celebren les Falles de Sant Josep amb gran participació popular en la Junta Local Fallera i a les nou comissions falleres de la localitat.

## Gastronomia
La cuina vallera es correspon amb la cuina valenciana general. Així, la paella és un plat que es guisa en totes las cases de la ciutat. No obstant això, existeixen alguns plats molt característics d'aquesta localitat. Entre ells destaquen les coques de tomata o de verdura, que junt amb els "barrets" són un típic menjar fred per a ocasions festives. Altres plats típics són:
- "Empedrao". Plat de caçadors que es guisa amb carn de porc, arròs, fesols triturats i carn de caça, especialment de conill, llebre i perdiu.
- "Manjóvenes". Una pasta molt lleugera d'origen musulmà.
- Panets. Preparats amb figues i ametles, premsats en motles.
- Arròs al forn. Un plat molt tradicional, amb costelles, botifarres, cigrons, tomata i arròs, semblant a altres receptes tradicionals arran el País Valencià.

## Personatges destacats
Categoria principal: Vallers
- Víctor Abad: periodista de la Fórmula 1[11]
- Arcadi García, historiador i jurista.
- Honori Garcia, historiador i notari.
- Víctor J. Hernández, naturalista i escriptor.
- José Mangriñán, jugador del València FC de les temporades 52-53 a 56-57.
- Vicent Martínez, dr. de Filosofia i director honorífic de la Càtedra UNESCO de Filosofia per a la Pau.
- Juan de la Rubia, músic organista.
- María José Salvador Rubert, política, advocada i professora.
- Alex Debón, expilot de motociclisme
- Vicente Arzo, deportista olímpic
- Sara Sorribes Tormo, jugadora de tennis.
- Carmen Tur, soprano.
- Eduard Castelló i Vilanova, ciclista